# Dusnok
Dusnok é um município da Hungria, situado no condado de Bács-Kiskun. Tem 57,47 km² de área e sua população em 2015 foi estimada em 2.754 habitantes.